# 7300 Yoshisada
7300 Yoshisada è un asteroide della fascia principale. Scoperto nel 1992, presenta un'orbita caratterizzata da un semiasse maggiore pari a 2,7334545 UA e da un'eccentricità di 0,1384547, inclinata di 11,81174° rispetto all'eclittica.